# 213771 Johndee
213771 Johndee este un asteroid din centura principală de asteroizi.

## Descriere
213771 Johndee este un asteroid din centura principală de asteroizi. A fost descoperit pe 27 februarie 2003 la Observatorul Kleť, în cadrul proiectului KLENOT. Asteroidul prezintă o orbită caracterizată de o semiaxă mare de 3,16 ua, o excentricitate de 0,15 și o înclinație de 1,5° în raport cu ecliptica.